# 1395
1395 (MCCCXCV) a fost un an obișnuit al calendarului iulian, care a început într-o zi de duminică.

## Evenimente
- 2-12 februarie: Bătălia de la Ghindăoani. Domnitorul Moldovei Ștefan I înfrânge o expediție maghiară condusă de Sigismund de Luxemburg.
- 17 mai: Bătălia de la Rovine. Conflict între oștile conduse de Mircea cel Bătrân și cele ale lui Baiazid I, încheiată cu victoria muntenilor.

## Nașteri
- dată necunoscută: Pisanello  (d. 1455)
- 30 august: Vlad Dracul domn al Țării Românești (d. 1447)
- 3 aprilie: Gheorghe din Trebizonda filosof grec (d. 1472)

## Decese
- 17 mai: Maria a Ungariei regină (n. 1371)
- 29 august: Albert al III-lea, Duce al Austriei duce de Austria (n. 1349)
- 3 iunie: Ioan Șișman al Bulgariei  (n. 1350)
- 25 mai: Marko Kralevici  (n. 1335)
- dată necunoscută: Acamapichtli  (n. ?)
- 26 aprilie: Caterina de Luxemburg ducesa a Austriei (1358-1365) (n. 1342)
- dată necunoscută: Dabiša al Bosniei rege al Bosniei (n. ?)
- dată necunoscută: Emeric Bebek I  (n. ?)